# Fusi istriani
I fusi istriani (in croato e sloveno: istarski fuži), sono una pasta tipica dell'Istria e del Friuli-Venezia Giulia.

## Preparazione
L'impasto viene realizzato con farina, uova e sale (alcuni varianti prevedono anche l'aggiunta di vino bianco o grappa). Con il mattarello si spiana l'impasto in una sfoglia sottile, che viene arrotolata e tagliata in strisce larghe 3/4 centimetri; disposte l'una sull'altra, queste vengono poi tagliate in diagonale, a diamante, e le due estremità vengono arrotolate l'una sull'altra per mezzo di un bastoncino, dando la caratteristica forma a fuso. La forma è simile a quella dei garganelli e dei maccheroni al pettine romagnoli ed emiliani, ma non ha la tipica rigatura ricavata dal pettine del telaio da filatura; inoltre sono generalmente più grandi, poiché in passato venivano spesso utilizzate le dita per arrotolare la sfoglia.
Il piatto viene servito con un sugo di carne di gallina o gallo (solitamente a base di cipolle, concentrato di pomodoro, vino bianco e brodo) oppure con il sugo del gulash. Altra variante di condimento è quello con gli asparagi selvatici, molto diffusi in Istria e in tutto il Friuli Venezia Giulia e con il prosciutto o l'ombolo istriani. A partire dagli anni Sessanta del Novecento si sono altresì molto diffusi i fusi conditi con il tartufo. 
Un altro simile formato tradizionale di pasta casereccia istriana, a volte servito in abbinamento ai fusi, o in una combinazione tris anche con gli gnocchi, è quello dei maccheroni (macaroni) istriani (noti localmente anche con vari altri nomi).